# (541070) 2018 NV14
(541070) 2018 NV14 es un asteroide perteneciente al cinturón de asteroides descubierto el 27 de enero de 2004 por el equipo del Spacewatch desde el Observatorio Nacional de Kitt Peak, Arizona, Estados Unidos.

## Designación y nombre
Designado provisionalmente como 2018 NV14.

## Características orbitales
2018 NV14 está situado a una distancia media del Sol de 2,572 ua, pudiendo alejarse hasta 2,828 ua y acercarse hasta 2,315 ua. Su excentricidad es 0,099 y la inclinación orbital 14,08 grados. Emplea 1506,75 días en completar una órbita alrededor del Sol.

## Características físicas
La magnitud absoluta de 2018 NV14 es 16,6. 